# Metallochlora lineata
Metallochlora lineata is een vlinder uit de familie van de spanners (Geometridae). De wetenschappelijke naam van de soort is voor het eerst geldig gepubliceerd in 1896 door William Warren. De soort werd verzameld door Albert Stewart Meek op de eilanden Fergusson en Kiriwina in het huidige Papoea-Nieuw-Guinea.